# Paraleptastacus kliei
Paraleptastacus kliei is een eenoogkreeftjessoort uit de familie van de Leptastacidae. De wetenschappelijke naam van de soort is voor het eerst geldig gepubliceerd in 1923 door Gagern.